# Dynasty Warriors 8
Dynasty Warriors 8, in Giappone Shin: Sangoku musō 7 (真 · 三国 无双 7?), è un videogioco e ottavo capitolo ufficiale della serie Dynasty Warriors. È sviluppato da Omega Force e pubblicato da Tecmo Koei Games. La storia è basata sulle testimonianze dello scrittore cinese Luo Guanzhong che scrisse lo storico Il romanzo dei Tre Regni. Il gioco è stato presentato il 30 ottobre 2012 tramite Jump Magazine e pubblicato il 28 febbraio 2013 per PlayStation 3 in Giappone. Il 3 aprile 2013, è stato confermato da Tecmo Koei che il videogioco sarebbe stato messo in commercio all'estero sia per il Nord America, sia per l'Europa, nel luglio 2013. È stato messo in commercio sia su PlayStation 3 sia su Xbox 360, sia in forma fisica che digitale. Il gioco uscirà anche su PlayStation 4 e PlayStation Vita nella primavera del 2014. È tornata l'opzione per il doppiaggio giapponese o inglese, e c'è anche la possibilità di cambiare i sottotitoli in inglese, francese o tedesco.
Con più di 77 personaggi presenti in gioco, è stato riutilizzato lo stesso motore grafico di Dynasty Warriors 7 e si è concentrato su come aggiungere più contenuti per rigiocabilità e diverse modifiche nel sistema di combattimento.

## Modalità di gioco

### Story Mode, modalità libera, e altre modalità
La modalità storia mantiene la stessa trama basata su fazioni, e non ha censure. I livelli ora hanno più libertà per il giocatore, a differenza di Dynasty Warriors 7, che è stato fortemente preimpostato con percorsi.  una selezione di personaggi sarà offerta per ogni fase in modalità storia, invece di controllare solo un personaggio predefinito. La storia è riscritta interamente ed è stata introdotta una nuova caratteristica "ipotetica" a livelli, che permette ai giocatori di modificare gli eventi come si vuole, piuttosto che andare su un percorso pre-determinato. Il gioco permette anche una modalità co-op della modalità storia e può essere giocato sia offline che online. Nell'episodio precedente, Dynasty Warriors 7, la modalità storia era solo single-player. La modalità libera per la prima volta dal Dynasty Warriors 6 in termini di gioco principale. I giocatori avranno possibilità di giocare in una fazione avversaria nei livelli, come in Dynasty Warriors 3 e 4, invece di essere costretti a giocare in una sola fazione come in Dynasty Warriors 7: Xtreme Legends. È stata introdotta una nuova modalità chiamata "Ambition Mode". In essa, il giocatore ha il compito di creare una base sociale per i contadini chiamata "Tongquetai Tower". Per aumentare lo status della torre, il giocatore deve prendere parte a tre diversi tipi di battaglie; battaglie Schermaglia che danno i materiali per costruire la torre, battaglie Raid che aumentano la fama, e battaglie su larga scala in grado di reclutare nuovi partner. I giocatori iniziano con il negozio di armi come unico impianto di base. Altre cose possono essere aggiunte o ampliate (inclusi un mercato del cibo, un negozio di commercio, un serraglio, ecc...) e la città a mano a mano si popolerà di gente.

### Nuove meccaniche di gioco
Il gioco presenta nuove meccaniche di combattimento che si basano su un nuovo concetto chiamato 'Commander Affinity'. Uno di questi meccanismi è il 'Rush Storm', un attacco più incisivo che richiede di premere ripetutamente i pulsanti di attacco. Questo può essere attivato quando l'affinità del giocatore è superiore agli avversari. È rappresentato da un indicatore blu sopra l'avversario che diminuisce quando si attacca. Rush Storm viene avviata quando l'indicatore è completamente esaurita. Altra nuova meccanica di gioco sta nello 'Switch Counter', un attacco contrattacco che permette di evitare un attacco avversario. Questo può essere attivato quando l'affinità del giocatore è inferiore agli avversari. Si mostra attraverso un punto esclamativo rosso quando l'avversario esegue un attacco potente, un segnalino apparirà dandovi la possibilità di contrastare. L'ultimo esempio è Rage Awakening, questa meccanica è simile al sistema Rage di Dynasty Warriors 5. Ciò richiede di calibrare il Rage Awakening che può essere ottenuto attaccando nemici. Quando è pieno, si può avviare con R3 (nella versione PS3) e le statistiche del personaggio aumenteranno drasticamente, mentre l'indicatore calerà. La barra musou dei giocatori si potrà unire durante questo stato, il giocatore sarà in grado di eseguire un "Awakening Musou" una potente mossa simile al musou dei precedenti Dynasty Warriors. Questo colpo continuerà fino a quando il giocatore preme il tasto O fino a quando l'indicatore Musou è vuoto.
Nel episodio precedente, ogni personaggio può contenere fino a due attacchi musou. In questo, il numero di attacchi musou è aumentato a tre, e per poter utilizzare tutti e tre, richiede al giocatore di rafforzare il suo personaggio.

### Aggiornamento armi
Il gioco ha mantenuto il sistema di armi EX, anche se ora i personaggi hanno unici tipi di armi EX, invece di condividerle con altri. Gli esempi includono Sun Jian una nuova lama di nove anelli. Questo è un Dao che ha un totale di nove anelli che si collegano dietro la spada. Gli anelli sono in grado di produrre un suono che infligge danni casuali ai nemici. Il gioco mantiene la funzione di cambio-arma. Ritornano tutte le armi da Dynasty Warriors 7 con molte nuove aggiunte. Weapon Proficiency fa il suo ritorno, i weapon seals no, invece saranno sostituite da sistema "Weapon Tempering". Il sistema assomiglia alla weapon fusion usata nella serie Warriors Orochi, in cui i giocatori possono combinare due armi per crearne una più forte o barattare tre armi per ricevere due più forti. I giocatori possono tenere più copie di un singolo tipo di arma che possono avere diverse statistiche ed elementi.  Tipo di un'arma include ora una certa affinità, essendo uno dei seguenti tre elementi:. 天 il Cielo, la Terra 地, 人 uomo. Con questi tre elementi di affinità, tutte e tre formano una relazione che determina l'affinità.
Questo rapporto triangolare è simile carta-forbici-sasso, poiché "Cielo" è efficace contro l'"Uomo", l'"Uomo" è efficace contro "Terra", e "Terra" è efficace contro "Cielo".

### Altre caratteristiche
In Dynasty Warriors 8 le caratteristiche grafiche sono aggiornate rispetto ai giochi precedenti della serie, con meno lag e un minor numero di problemi di framerate. Gli effetti meteo nei livelli sono stati migliorati e ci sono altri espedienti implementati nel sistema, l'aggiunta di uno stile di gioco più unico. L'Enemy e Ally AI in questo titolo è stato progettato per punire i giocatori che non riescono a prestare attenzione ai loro alleati. Recentemente, l'AI è stato rivisto ancora per difficoltà nei paesi oltreoceano per piacere al pubblico del Nord America.  Cavalli sono ora chiamati premendo L2 dove se tenuto premuto, i giocatori possono montare automaticamente il loro cavallo. L'abbigliamento si sporca durante il corso della battaglia.I personaggi inoltre, come Cao Cao, hanno mutato aspetto anche grazie ai vestiti. Altro effetto da sottolineare è che i mantelli si muovono a ritmo della corsa del personaggio, rendendoli affascinanti.